# Lutte aux Jeux olympiques d'été de 1948
 (décembre 2016).
Si vous disposez d'ouvrages ou d'articles de référence ou si vous connaissez des sites web de qualité traitant du thème abordé ici, merci de compléter l'article en donnant les références utiles à sa vérifiabilité et en les liant à la section « Notes et références ».
Navigation
Berlin 1936 Helsinki 1952

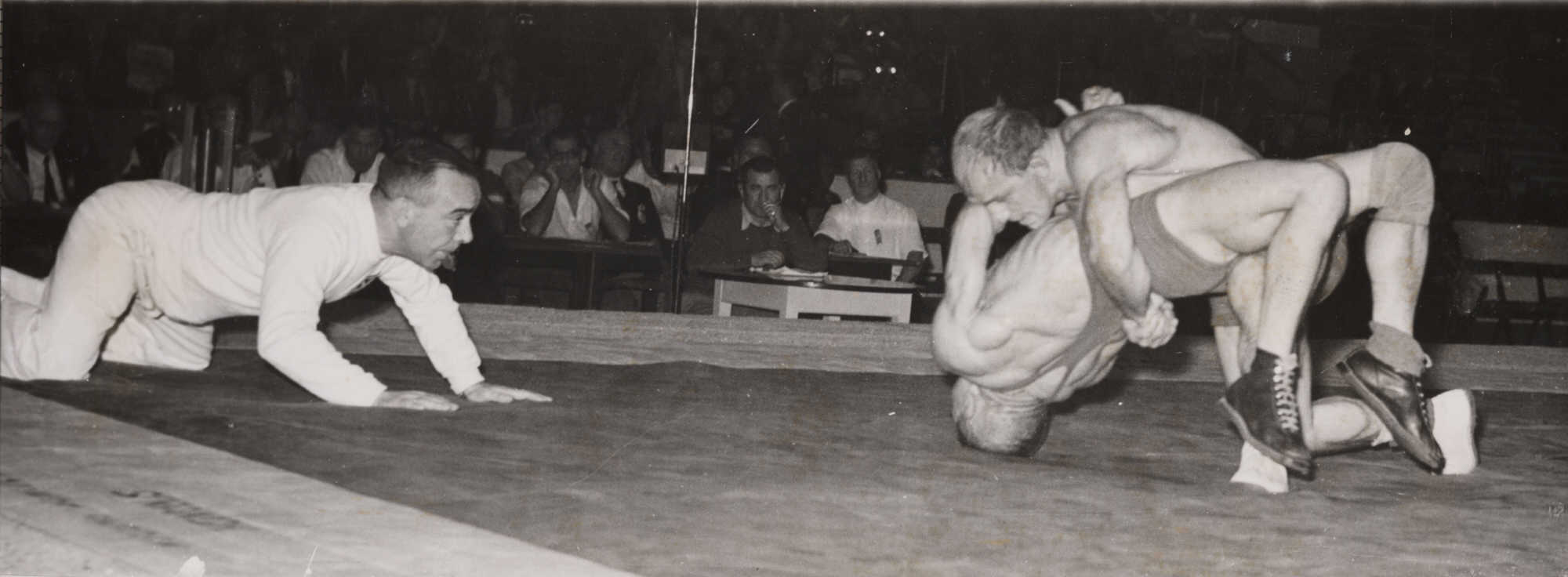
illustration d'une épreuve de lutte

Les épreuves de lutte aux Jeux olympiques d'été de 1948 ont lieu à Londres du 29 juillet au 6 août 1948. Deux disciplines sont au programme, la lutte libre (8 catégories masculines) et la lutte gréco-romaine (8 catégories masculines). 219 lutteurs de 29 nations participent à ces Jeux
La lutte a été au programme de tous les Jeux olympiques d'été modernes, à l'exception de ceux de 1900.

## Lutte gréco-romaine

### Poids mouche, - 52 kg
| Médaille           | Nom              | Pays     |
| ------------------ | ---------------- | -------- |
| Médaille d'or      | Pietro Lombardi  | Italie   |
| Médaille d'argent  | Kenan Olcay      | Turquie  |
| Médaille de bronze | Reino Kangasmäki | Finlande |

### Poids coq, 52 - 57 kg
| Médaille           | Nom            | Pays    |
| ------------------ | -------------- | ------- |
| Médaille d'or      | Kurt Pettersén | Suède   |
| Médaille d'argent  | Mahmoud Hassan | Égypte  |
| Médaille de bronze | Halil Kaya     | Turquie |

### Poids plume, 57 - 62 kg
| Médaille           | Nom            | Pays    |
| ------------------ | -------------- | ------- |
| Médaille d'or      | Mehmet Oktav   | Turquie |
| Médaille d'argent  | Olle Anderberg | Suède   |
| Médaille de bronze | Ferenc Tóth    | Hongrie |

### Poids légers, 62 - 67 kg
| Médaille           | Nom            | Pays    |
| ------------------ | -------------- | ------- |
| Médaille d'or      | Gustav Freij   | Suède   |
| Médaille d'argent  | Aage Eriksen   | Norvège |
| Médaille de bronze | Károly Ferencz | Hongrie |

### Poids mi-moyens, 67 - 73 kg
| Médaille           | Nom             | Pays     |
| ------------------ | --------------- | -------- |
| Médaille d'or      | Gösta Andersson | Suède    |
| Médaille d'argent  | Miklós Szilvási | Hongrie  |
| Médaille de bronze | Henrik Hansen   | Danemark |

### Poids moyens, 73 - 79 kg
| Médaille           | Nom              | Pays    |
| ------------------ | ---------------- | ------- |
| Médaille d'or      | Axel Grönberg    | Suède   |
| Médaille d'argent  | Muhlis Tayfur    | Turquie |
| Médaille de bronze | Ercole Gallegati | Italie  |

### Poids mi-lourds, 79 - 87 kg
| Médaille           | Nom               | Pays     |
| ------------------ | ----------------- | -------- |
| Médaille d'or      | Karl-Erik Nilsson | Suède    |
| Médaille d'argent  | Kelpo Gröndahl    | Finlande |
| Médaille de bronze | Ibrahim Orabi     | Égypte   |

### Poids lourds, + 87 kg
| Médaille           | Nom           | Pays    |
| ------------------ | ------------- | ------- |
| Médaille d'or      | Ahmet Kireççi | Turquie |
| Médaille d'argent  | Tor Nilsson   | Suède   |
| Médaille de bronze | Guido Fantoni | Italie  |

## Lutte libre

### Poids mouche, - 52 kg
| Médaille           | Nom             | Pays     |
| ------------------ | --------------- | -------- |
| Médaille d'or      | Lenni Viitala   | Finlande |
| Médaille d'argent  | Halit Balamir   | Turquie  |
| Médaille de bronze | Thure Johansson | Suède    |

### Poids coq, 52 - 57 kg
| Médaille           | Nom            | Pays       |
| ------------------ | -------------- | ---------- |
| Médaille d'or      | Nasuh Akar     | Turquie    |
| Médaille d'argent  | Gerald Leeman  | États-Unis |
| Médaille de bronze | Charles Kouyos | France     |

### Poids plume, 57 - 62 kg
| Médaille           | Nom            | Pays    |
| ------------------ | -------------- | ------- |
| Médaille d'or      | Gazanfer Bilge | Turquie |
| Médaille d'argent  | Ivar Sjölin    | Suède   |
| Médaille de bronze | Adolf Müller   | Suisse  |

### Poids légers, 62 - 67 kg
| Médaille           | Nom             | Pays    |
| ------------------ | --------------- | ------- |
| Médaille d'or      | Celal Atik      | Turquie |
| Médaille d'argent  | Gösta Frändfors | Suède   |
| Médaille de bronze | Hermann Baumann | Suisse  |

### Poids mi-moyens, 67 - 73 kg
| Médaille           | Nom             | Pays       |
| ------------------ | --------------- | ---------- |
| Médaille d'or      | Yaşar Doğu      | Turquie    |
| Médaille d'argent  | Richard Garrard | Australie  |
| Médaille de bronze | Leland Merrill  | États-Unis |

### Poids moyens, 73 - 79 kg
| Médaille           | Nom           | Pays       |
| ------------------ | ------------- | ---------- |
| Médaille d'or      | Glen Brand    | États-Unis |
| Médaille d'argent  | Adil Candemir | Turquie    |
| Médaille de bronze | Erik Lindén   | Suède      |

### Poids mi-lourds, 79 - 87 kg
| Médaille           | Nom              | Pays       |
| ------------------ | ---------------- | ---------- |
| Médaille d'or      | Henry Wittenberg | États-Unis |
| Médaille d'argent  | Fritz Stöckli    | Suisse     |
| Médaille de bronze | Bengt Fahlkvist  | Suède      |

### Poids lourds, + 87 kg
| Médaille           | Nom              | Pays      |
| ------------------ | ---------------- | --------- |
| Médaille d'or      | Gyula Bóbis      | Hongrie   |
| Médaille d'argent  | Bertil Antonsson | Suède     |
| Médaille de bronze | Jim Armstrong    | Australie |

## Tableau des médailles
| Rang  | Nation     | Or | Argent | Bronze | Total |
| ----- | ---------- | -- | ------ | ------ | ----- |
| 1     | Turquie    | 6  | 4      | 1      | 11    |
| 2     | Suède      | 5  | 5      | 3      | 13    |
| 3     | États-Unis | 2  | 1      | 1      | 4     |
| 4     | Hongrie    | 1  | 1      | 2      | 4     |
| 5     | Finlande   | 1  | 1      | 1      | 3     |
| 6     | Italie     | 1  | 0      | 2      | 3     |
| 7     | Suisse     | 0  | 1      | 2      | 3     |
| 8     | Australie  | 0  | 1      | 1      | 2     |
| 8     | Égypte     | 0  | 1      | 1      | 2     |
| 10    | Norvège    | 0  | 1      | 0      | 1     |
| 11    | Danemark   | 0  | 0      | 1      | 1     |
| 11    | France     | 0  | 0      | 1      | 1     |
| Total | Total      | 16 | 16     | 16     | 48    |